# فيكتور هوغو سارابيا
فيكتور هوغو سارابيا (بالإسبانية: Víctor Sarabia)‏ هو لاعب كرة قدم تشيلي في مركز الوسط، ولد في 27 نوفمبر 1983 في إيكويكو في تشيلي. لعب مع ديبورتيس إيكيكي وديبورتيس نافال ونادي كوبريسال وهواتشيباتو.

## وصلات خارجية
- فيكتور هوغو سارابيا على موقع قاعدة بيانات كرة القدم.إي يو (الإنجليزية)
- فيكتور هوغو سارابيا على موقع Soccerway.com (الإنجليزية)
- فيكتور هوغو سارابيا على موقع AS.com (الإسبانية)